# Xuxa 2
Xuxa 2 é o oitavo álbum de estúdio e o segundo em língua espanhola da apresentadora e cantora brasileira Xuxa, lançado em 25 de abril de 1991 na Espanha e em outros países da Europa, além de toda a América Latina. O álbum foi produzido por Michael Sullivan e Paulo Massadas, com direção vocal de Xuxa e versões das músicas realizadas por Graciela Carballo.
Embora as faixas não tenham sofrido grandes alterações, a produção instrumental apresenta uma sonoridade mais agradável e com uma batida mais latina. A canção "Crocki Crocki" é a única que não pertence aos dois últimos álbuns, mas sim ao Xegundo Xou da Xuxa.

## Produção
O álbum Xuxa 2 foi produzido por Michael Sullivan e Paulo Massadas, com coordenação artística de Max Pierre e Marlene Mattos. A seleção do repertório contou com a colaboração de Xuxa, Marlene Mattos e Sullivan. As gravações começaram em outubro de 1990 no estúdio Som Livre, em Los Angeles.
Assim como em seu primeiro álbum em espanhol, Xuxa 2 inclui versões em espanhol de alguns dos sucessos da apresentadora, como "Chindolele" ("Tindolelê"), "Hada Madrina" ("Dinda Ou Dindinha"), "I Love You Xuxu" e "Luna de Cristal" ("Lua de Cristal").  A canção "El Milagro de La Vida" foi utilizada como tema de abertura da telenovela argentina El árbol azul, exibida entre 1991 e 1992 pelo canal El Trece.
A capa do álbum foi escolhida em agosto de 1990, antes mesmo das gravações. As fotos foram tiradas pelo fotógrafo Paulo Rocha, que já havia trabalhado com Xuxa na capa de Xuxa 5. Esse editorial gerou não apenas a capa e contracapa de Xuxa 2, mas também foi reeditado para Xou da Xuxa Seis. Para evitar confusões, a capa de Xou da Xuxa Seis trazia uma bandeira do Brasil no canto inferior esquerdo, e no encarte havia uma explicação: “a bandeira na capa caracteriza a edição brasileira do disco, uma vez que a mesma capa foi utilizada para a edição do disco Xuxa 2 em espanhol”.  As fotos desse editorial foram amplamente utilizadas em diversas divulgações sobre Xuxa, incluindo uma que estampa a capa da edição de outubro de 1990 da revista chilena Paula.

## Canções descartadas
A tradicional canção de Natal de Xuxa, "Estrela Guia" (lançada oficialmente no álbum paralelo Karaokê da Xuxa), também ganhou uma versão em espanhol chamada "Estrella Guia". Ela foi apresentada pela primeira vez no especial de Natal do programa El Show de Xuxa em 1991 e novamente no especial de 1992, mas acabou sendo descartada do repertório do álbum. A canção "Festa do Estica e Puxa", do disco Xegundo Xou da Xuxa, também teve uma versão em espanhol, executada apenas de forma instrumental com coro em espanhol em alguns programas de Xuxa. Essa versão pode ser ouvida em registros não oficiais, provavelmente gravados por fãs durante o programa Xuxa Park de 1992, disponíveis em sites como o YouTube. O título em espanhol seria "La Fiesta del Estrija y Empuja". Curiosamente, ambas as canções são de 1987, e a única música desse ano que entrou no álbum Xuxa 2 foi "Crocki Crocki".

## Lançamento
A distribuição do álbum ficou a cargo da extinta Globo Records na América Latina e nos Estados Unidos, e pela RCA Records em alguns países europeus, como a Espanha. O disco alcançou a sétima posição na parada Latin Pop Albums da Billboard, permanecendo 27 semanas consecutivas no chart. Também atingiu o primeiro lugar no hit-parade espanhol e ficou na 77ª posição dos 100 álbuns mais vendidos do mundo naquele ano.
Para divulgar o álbum, Xuxa participou do festival de música latina L.A Fiesta Broadway em 28 de abril de 1991, onde cantou "Loquita Por Ti," "Chindolele," e "Luna de Cristal," além de apresentar as músicas "Arco Iris," "Ilarié," e "Danza De Xuxa" de seu álbum anterior em espanhol, Xuxa.

## Singles
O LP single "Chindolele" foi lançado para divulgação nas rádios da Espanha e do México após o lançamento de Xuxa 2. A capa é a mesma do álbum, com o título "Chindolele" em vermelho na parte superior. A contracapa é branca e traz os créditos da música, além de uma miniatura em preto e branco da capa do álbum Xuxa 2. A versão mexicana não possui capa, apenas um envelope plástico cinza com a logomarca BMG Ariola. Composta por Cid Guerreiro, Dito e Ceinha, a versão em espanhol não é creditada a eles. O single contém a faixa de 4:04 em ambos os lados.
O CD single "Luna de Cristal / El Milagro de la Vida" foi lançado nas rádios da Argentina um mês após o lançamento do Xuxa 2. A capa apresenta o nome "Xuxa" com duas pinturas de uma lua e um jardim, as mesmas do encarte do álbum. O título é estilizado como um desenho à mão, com os nomes das músicas "Luna de Cristal" e "El Milagro de la Vida." Ambas as faixas foram compostas por Michael Sullivan e Paulo Massadas, mas eles não assinam a versão em espanhol. O lado A traz "Luna de Cristal," com 4:22 de duração, enquanto o lado B contém "El Milagro de la Vida", com 4 minutos.

## Turnê
A Xuxa 91 Tour, também conhecida como Xou da Xuxa Seis Tour, foi a quinta turnê da apresentadora e cantora Xuxa, baseada em seu álbum homônimo, Xou da Xuxa Seis. A turnê percorreu várias cidades do Brasil, como São Paulo, Rio de Janeiro, Porto Alegre e Brasília, além de três cidades na Argentina. Esta foi a última turnê a contar com a icônica nave rosa em seu cenário.
A turnê começou em 13 de setembro de 1991 e terminou em dezembro do mesmo ano. Nos shows internacionais, o setlist era ajustado para incluir canções dos álbuns Xuxa e Xuxa 2, que apresentavam versões em espanhol das gravações originais em português. Músicas que ainda não haviam sido regravadas em espanhol eram apresentadas em português, como "Hoje é Dia de Folia," "O Xou da Xuxa Começou" e "A Dança do Coco".
Para promover o álbum Xuxa 2, Xuxa realizou um show no Estadio Vélez Sarsfield, em Buenos Aires, no dia 16 de dezembro de 1991, para uma plateia de 100 mil pessoas. Esse evento foi gravado e teve vários momentos exibidos no especial Xou da Xuxa: Especial de 29 Anos da Xuxa.

## Lista de faixas
Todas as canções produzidas por Michael Sullivan e Paulo Massadas. Todas as versões em espanhol compostas por Gabriela Carballo.
| N.º            | Título                         | Compositor(es)                                    | Duração |  |
| 1.             | "Chindolele"                   | Cid Guerreiro Dito Ceinha                         | 4:04    |  |
| 2.             | "Hada Madrina (Haz de Cuenta)" | Osmar Osman Hélio Makumba                         | 3:37    |  |
| 3.             | "Tren Fantasma"                | Michael Sullivan Paulo Massadas                   | 4:38    |  |
| 4.             | "Lectura"                      | Mazinho Turle Dilson Gunane Barney                | 3:18    |  |
| 5.             | "Alerta"                       | César Costa Filho Sérgio Fonseca Reinaldo Weisman | 4:04    |  |
| 6.             | "I Love You Xuxu"              | Michael Sullivan Paulo Massadas                   | 4:01    |  |
| 7.             | "Loquita Por Tí"               | Cid Guerreiro Dito                                | 3:23    |  |
| 8.             | "Crocki, Crocki"               | Rubens Alexandre                                  | 3:18    |  |
| 9.             | "Luna de Cristal"              | Michael Sullivan Paulo Massadas                   | 4:22    |  |
| 10.            | "El Milagro de La Vida"        | Michael Sullivan Paulo Massadas                   | 4:00    |  |
| Duração total: | Duração total:                 | Duração total:                                    | 38:45   |  |

## Desempenho nas paradas musicais

### Álbum
| Ano  | Chart                                       | Melhor posição |
| ---- | ------------------------------------------- | -------------- |
| 1991 | Argentina (CAPIF)                           | 1              |
| 1991 | Estados Unidos (Billboard Latin Pop Albums) | 7              |
| 1991 | Cashbox (Puerto Rico Latin LPs)             | 28             |
| 1991 | Cashbox (Miami Latin Top Albums)            | 24             |
| 1991 | Mundo Top 100 Álbuns Mais Vendidos.         | 77             |

### Singles
| Ano  | Chart           | Single                     | Melhor posição | Ref.   |
| ---- | --------------- | -------------------------- | -------------- | ------ |
| 1991 | Hot Latin Songs | "Chindolele"               | 10             | [ 19 ] |
| 1991 | Hot Latin Songs | "Loquita Por Ti"           | 29             | [ 19 ] |
| 1991 | Hot Latin Songs | "Luna De Cristal"          | 35             | [ 19 ] |
| 1991 | Cash Box        | Puerto Rico Top 30 Singles | 8              |        |
| 1992 | Panamá Singles  | "Chindolele"               | 1              | [ 21 ] |

## Desempenho Comercial
O álbum vendeu 350.000 cópias na Argentina no ano de lançamento, sendo o mais vendido no ano, superando artistas como Roxette, Guns N' Roses, e o rei do pop Michael Jackson, que vendeu 60 mil cópias com o álbum Dangerous. Em agosto de 1991, um jornal da Espanha fez uma reportagem sobre o grande sucesso de Xuxa, destacando que o seu último lançamento (Xuxa 2) já tinha vendido 13 milhões de cópias. Em abril de 1992, o Los Angeles Times destacou as vendas do álbum nos Estados Unidos, que vendeu mais de 600 mil cópias. O álbum vendeu entre 13.000.000 e 2.500.000 cópias no geral.
| País / Certificadora  | Vendas                |
| --------------------- | --------------------- |
| Mundo                 | 13.000.000/ 2.500.000 |
| Argentina: 7x Platina | 435.000               |
| EUA/ Porto Rico:      | 600.000               |

## Ficha técnica
- Produzido por: Michael Sullivan e Paulo Massadas
- Coordenação Artística: Max Pierre, Marlene Mattos
- Seleção de repertório: Xuxa, Marlene Mattos, Michael Sullivan
- Direção de Arte em Espanhol: Graciela Carballo
- Direção de Arte em Espanhol: Maria Haydeé, Ester Piro
- Gravação de voz do coro adulto: Graciela Carballo
- Coordenação Artística: Helio Costa Manso
- Técnicos de gravações adicionais: Luis Paulo, Marcos Caminha
- Gravado nos estúdios: Som Livre (Rio de Janeiro)
- Engenheiro de gravação de coros e mixagem em espanhol: Antonio Moogie Canázio
- Direção Musical de coro: Kenny O Brien
- Assistentes de Estúdio e Mixagem: Marcelo Serôdio, Julio Carneiro Cláudio Oliveira, *Cesar Barbosa, Ivan Carvalho, Mauro Moraes
- Engenheiro de gravação e mixagem: Jorge Gordo Guimarães, Luis Guilherme D Orey